# Leopold Auenbrugger
Josef Leopold Auenbrugger o Leopold von Auenbrugg o també Johann Leopold Auenbrugger (19 de novembre de 1722, Graz, llavors Imperi austríac; 17 de maig de 1809, Viena), fou un metge austríac que va inventar el mètode de diagnòstic mèdic denominat percussió.

## Vida
Nasqué a Graz, població de la província d'Estíria (Àustria). El seu pare, regent d'un hotel, es va esforçar a oferir una educació de qualitat, enviant-lo a Viena per completar els seus estudis universitaris. Auenbrugger es va llicenciar en medicina amb 22 anys i va entrar a treballar a l'Hospital Militar Espanyol de Viena, on exerciria durant deu anys.
Durant l'exercici de la seva professió es va adonar que colpejant lleugerament el tòrax dels seus pacients podien intuir-les qualitats dels teixits i òrgans subjacents. Aquesta tècnica potser tingui els seus orígens en les proves de nivell de vi en els barrils del celler de l'hotel patern. Amb aquest mètode era capaç de traçar fins i tot alguns esbossos del cor dels seus pacients.
Va publicar els seus descobriments en un article però no va ser acollit amb molt interès pel cos mèdic de l'època. El reconeixement del valor d'aquest examen físic arribaria de la mà de Jean-Nicolas Corvisart, metge de Napoleó que el popularitzaria anys més tard a França, i de Josef Škoda, a Viena.
Durant els deu anys de treball amb pacients Auenbrugger es va dedicar a confirmar el valor diagnòstic de les seves observacions comparant-les amb estudis post-mortem. Va dur a terme experiments en cadàvers, injectant líquid en la cavitat pleural i demostrant que podia establir mitjançant percussió el nivell d'ocupació del líquid en aquesta cavitat.
El seu nom s'associa al signe d'Auenbrugger, una protuberància de la regió epigàstrica en casos de embassament pericardíac massiu.
Els seus últims treballs el van portar a descriure un mètode de percussió per detectar i localitzar cavitats tuberculoses al pulmó. També va descriure el fremiment, una vibració del tòrax que pot detectar-se col·locant el palmell de la mà oberta al pit del pacient. Es tracta d'una vibració deguda a la presència d'aquestes cavitats i produïda per la veu o la respiració del pacient reverberant en elles. Va publicar aquests descobriments en un llibre titulat Inventum Novum, considerat un clàssic de la medicina.
Com molts descobriments mèdics, el mètode de la percussió va ser acollit inicialment amb indiferència, però després de la seva mort seria recollit i popularitzat per altres metges, i va suggerir fins i tot a Laennëc els seus estudis sobre auscultació.
Auenbrugger va viure fins a una avançada edat. Va ser especialment elogiat per les seus cordials relacions amb els metges més joves i per la seva dedicació cap als pacients més necessitats. Algun autor relata la seva defunció durant l'epidèmia de tifus del 1798, però el registre de la seva església parroquial a Viena recull el seu enterrament el 1807.